# Schriftgelehrter
Ein Schriftgelehrter (hebräisch סוֹפֵר sofēr, altgriechisch γραμματεύς grammateús) war in der Antike ein Kenner der heiligen Schriften des Judentums. Der Begriff ist vor allem durch Martin Luthers Bibelübersetzung bekannt. Er wurde von Luther zwar nicht neu geschaffen, aber von ihm geprägt: Vor Luther bezeichnete es den literarisch oder juristisch Gebildeten, in der Lutherbibel den jüdischen Gelehrten. Im Zuge der Rezeption der Lutherbibel kann „Schriftgelehrter“ in der Neuzeit zur leicht ironischen Bezeichnung eines (christlichen) Theologen werden oder eine Person mit eher oberflächlicher, angelesener Bildung bezeichnen.

## Schriftgelehrte im Judentum und Tanach
Das Judentum bezieht seine autochthone kulturelle und vor allem religiöse Identität aus dem Sinnverständnis der „heiligen Texte“, etwa der Tora. In der Zeit während und nach dem  babylonischen Exil (587/586–538 v. Chr.) wurde die verschriftliche Tora kompiliert, sie war die historische Voraussetzung für ein Schriftgelehrtentum.
Schriftgelehrte waren mit dem jüdischen Tempel verbunden und einige von ihnen hatten auch Sitze im Sanhedrin. So waren die ersten professionalisierten Schreiber, Sofer (hebräisch סֹפֵר), eben die hochgebildeten Schriftgelehrten, die im Dienste des Jerusalemer Tempels standen. Ab ca. 200 v. Chr. wuchs ihr Einfluss auf die religiöse und kultische Literatur. Die Gruppe dieser Lehrer fand man bei den offiziellen Tempelpriestern (aus dem Stamm Levi, vgl. Kohen), ebenso aber in den einzelnen jüdischen Strömungen, wie z. B. bei den Essenern, Sadduzäern und besonders den Pharisäern. Sie wurden mit dem Ehrentitel Rabbi angeredet.

## Im Neuen Testament
Auch Lehrer, die Jünger um sich scharten, wie Jesus von Nazaret, wurden Rabbi genannt. Das Neue Testament berichtet zudem von christlichen Schriftgelehrten (z. B. Mt. 8, 19 und 23, 34–36), grenzt sie aber klar von Propheten und Weisen ab. Somit sind die Begriffe „Rabbiner“ und „Schriftgelehrter“ nicht völlig deckungsgleich, aber eng verwandt.
Im Christentum des Neuen Testaments ging der Begriff des Lehrers weitgehend im Apostelamt auf, da der Lehrer die Schrift auslegt (z. B. Paulus von Tarsus), während die Lehre in den Hauskirchen nur verbreitet wurde. Zuweilen betätigten sich aber auch Gemeindeälteste als Lehrer. Umfangreichere Lehrabschnitte finden sich dazu in den neutestamentlichen Schriften Römerbrief und Apostelgeschichte.
Das Selbstverständnis und die Aufgaben von Schriftgelehrten des Alten Testaments bis zur Zeit Jesu sind im Artikel Rabbiner beschrieben.